# 切尔西·克林顿
切尔西·维多利亚·克林顿（英語：Chelsea Victoria Clinton，1980年2月27日—），是美国的作家，也是前美国总统比尔·克林顿和前美国国务卿希拉里·克林顿的独生女。

## 简介
切尔西1980年2月27日生于阿肯色州小石城浸信會健康醫療中心。她名字的灵感来自于她父母喜爱的一首英文歌《切尔西的早上》（英文：Chelsea Morning）。
在小石城，切尔西就读于森林公园小学（Forest Park Elementary School）、布克艺术与科学磁铁小学（Booker Arts and Science Magnet Elementary School）和曼恩艺术与科学磁铁中学（Mann Arts and Science Magnet Middle School）。切尔西在学业上有杰出的表现，他们家庭的朋友甚至说她是一个早熟的孩子；就读小学时，她完成二年级就直接升到四年级去了。她的父母经常称赞她卓越的学术成就，而当时就任阿肯色州州长的父亲更为她在州长办公室保留了一张微型办公桌。在切尔西的年少时期，喜欢芭蕾、排球、纸牌、乒乓球和电影等。
2010年7月31日，於紐約以北150公里的莱茵贝克小镇的阿斯特庄园Astor Courts嫁予银行家马克·梅兹文斯基。2014年9月26日，她誕下女兒夏洛·克林頓·梅茲文斯基（Charlotte Clinton Mezvinsky），是他們的第一名孩子。
2011年，31岁的切尔西·克林顿加盟美国国家广播公司（NBC），成为一名NBC电视台记者，被安排在NBC晚间新闻“Make a Difference”单元。